# 裂叶安息香
裂叶安息香（学名：Styrax supaii）为安息香科安息香属下的一个种。

## 扩展阅读
維基物種上的相關：裂叶安息香